# Kollskjer
Kollskjer (norwegisch für Hügelschäre, in Australien Blake Island) ist ein großer Klippenfelsen vor der Mawson-Küste des ostantarktischen Mac-Robertson-Lands. Er liegt 800 m südwestlich von Oom Island und ist nach dieser die zweitgrößte in einer Gruppe von fünf Inseln auf der Westseite der Oom Bay.
Die erste Sichtung geht vermutlich auf Teilnehmer der British Australian and New Zealand Antarctic Research Expedition (1929–1931) unter der Leitung des australischen Polarforschers Douglas Mawson zurück. Norwegische Kartographen, die ihn auch benannten, kartierten den Felsen anhand von Luftaufnahmen der Lars-Christensen-Expedition 1936/37. Namensgeber der australischen Benennung ist John Roger Blake (* 1936), Polarlichtforscher auf der Mawson-Station im Jahr 1958.